# Eugen Eisele
Paul Eugen Eisele (* 5. Februar 1871 in Laichingen; † 18. Juli 1940 in Vaihingen an der Enz) war ein deutscher Jurist und Politiker.

## Leben
Als Sohn eines Mittelschulmeisters geboren, studierte Eugen Eisele nach dem Besuch des Gymnasiums in Heilbronn und des evangelisch-theologischen Seminars Rechtswissenschaften in Tübingen und Leipzig. Während seines Studiums wurde er 1890 Mitglied der burschenschaftlichen Verbindung Normannia Tübingen (seit 1934 Burschenschaft Normannia Tübingen). Nach seinen Examen 1895 und 1898 sowie seiner Promotion zum Dr. iur. wurde er Rechtsanwalt. Von 1907 bis 1918 war er für Vaihingen und die Volkspartei Abgeordneter des Württembergischen Landtags. Von 1911 bis 1912 war er stellvertretender Fraktionsvorsitzender der württembergischen Demokratischen Volkspartei bzw. der Fortschrittlichen Volkspartei. Ab 1914 war er Mitglied des Finanzausschusses. 1920 wurde er in die Freimaurerloge „zu den 3 Cedern“ in Stuttgart aufgenommen.